# Anthicus sepultulus
Anthicus sepultulus is een keversoort uit de familie snoerhalskevers (Anthicidae). De wetenschappelijke naam van de soort is voor het eerst geldig gepubliceerd in 1926 door Cockerell.